# Los Angeles Clippers 1997-1998
La stagione 1997-98 dei Los Angeles Clippers fu la 28ª nella NBA per la franchigia.
I Los Angeles Clippers arrivarono settimi nella Pacific Division della Western Conference con un record di 17-65, non qualificandosi per i play-off.

## Roster
| N° | Naz.                   | Ruolo | Sportivo         | Anno | Alt. | Peso |
| -- | ---------------------- | ----- | ---------------- | ---- | ---- | ---- |
| 7  | Stati Uniti (bandiera) | A     | Lamond Murray    | 1973 | 201  | 107  |
| 8  | Stati Uniti (bandiera) | C     | Isaac Austin     | 1969 | 208  | 116  |
| 11 | Croazia (bandiera)     | C     | Stojko Vranković | 1964 | 218  | 260  |
| 14 | Stati Uniti (bandiera) | G     | Charles C. Smith | 1975 | 193  | 88   |
| 15 | Stati Uniti (bandiera) | G     | Darrick Martin   | 1971 | 180  | 77   |
| 23 | Stati Uniti (bandiera) | A     | Maurice Taylor   | 1976 | 206  | 118  |
| 24 | Stati Uniti (bandiera) | G     | Pooh Richardson  | 1966 | 185  | 82   |
| 26 | Stati Uniti (bandiera) | G     | James Robinson   | 1970 | 188  | 82   |
| 31 | Stati Uniti (bandiera) | G     | Brent Barry      | 1971 | 198  | 84   |
| 32 | Stati Uniti (bandiera) | G     | James Collins    | 1973 | 193  | 89   |
| 33 | Stati Uniti (bandiera) | C     | Keith Closs      | 1976 | 221  | 96   |
| 35 | Stati Uniti (bandiera) | A     | Loy Vaught       | 1968 | 206  | 104  |
| 52 | Stati Uniti (bandiera) | GA    | Eric Piatkowski  | 1970 | 201  | 98   |
| 54 | Stati Uniti (bandiera) | A     | Rodney Rogers    | 1971 | 201  | 107  |
| 55 | Stati Uniti (bandiera) | AC    | Lorenzen Wright  | 1975 | 211  | 102  |

## Staff tecnico
- Allenatore: Bill Fitch
- Vice-allenatori: Jim Brewer, Barry Hecker, Rex Kalamian
- Preparatore atletico: Ray Melchiorre